# Egnasia sinuosa
Egnasia sinuosa är en fjärilsart som beskrevs av Moore 1882. Egnasia sinuosa ingår i släktet Egnasia och familjen nattflyn. Inga underarter finns listade i Catalogue of Life.